# Ole Wæver
 Der er for få eller ingen kildehenvisninger i denne artikel, hvilket er et problem. Du kan hjælpe ved at angive troværdige kilder til de påstande, som fremføres i artiklen.

Ole Wæver (født 17. september 1960) er ph.d. i statskundskab og professor i International Politik ved Institut for Statskundskab, Københavns Universitet.
Han er knyttet til begrebet sikkerhedsliggørelse.
Ole Wæver er medlem af redaktionen for European Journal of International Affairs, International Studies Perspectives, Cambridge Review of International Affairs og adskillige andre internationale tidsskrifter og bogserier. Han har desuden været ansvarshavende redaktør for Tidsskriftet Politik, udgivet ved Institut for Statskundskab, København.
I 2019 kom Wæver i videnskabelig polemik med to internationale forfattere der i en artikel spurgte "Er teorien om sikkerhedsliggørelse racistisk".
I et svar anklagede han artiklen for at være grundlæggende og systematisk fejlbehæftet.
Wæver modtog Carlsbergfondets forskningspris i 2012.
Han er medlem af Videnskabernes Selskab.

## Forfatterskab
Blandt væsentlige bogudgivelser kan nævnes:
- Barry Buzan og Ole Wæver, Regions and Powers: The Structure of International Security, Cambridge University Press 2003.
- Barry Buzan, Ole Wæver, and Jaap de Wilde, Security: A New Framework for Analysis, Boulder CO: Lynne Rienner Publishers 1998.
- Concepts of Security, Forlaget Politiske Studier 1997.